# Vòng loại Giải vô địch bóng đá U-16 châu Á 2010
Đây là trang chi tiết về vòng loại Giải vô địch bóng đá U-16 châu Á 2010 do Liên đoàn bóng đá châu Á tổ chức.

## Thể thức
- Tham gia vòng loại Giải vô địch bóng đá U-16 châu Á 2010 có 42 đội bóng tham dự chia thành 8 bảng đặt tên từ A đến H.Hai đội nhất và nhì các bảng từ A-G cùng với đội nhất bảng H sẽ vào thi đấu ở vòng chung kết. Đội đứng thứ ba tốt nhất trong bảy đội đứng thứ ba các bảng từ A-G cũng được vào thi đấu vòng chung kết.

## Thông tin liên quan
- Ngày 4 tháng 9 năm 2009 theo tin từ AFC thì U16.Bangladesh rút lui khỏi giải[1].Theo thông tin từ trang The Daily Star thì việc U16.Bangladesh rút lui là do khó khăn về tài chính[2]. Tuy nhiên đến ngày 17 tháng 9 năm 2009 thì U16.Bangladesh lại tham gia thi đấu[3].
- Địa điểm thi đấu ở bảng A ban đầu là Sri Lanka nhưng Sri Lanka từ chối. Sau đó, Malaysia được chọn là nước chủ nhà của bảng này [4][5].
- Sau khi kiểm tra y tế thì 7 cầu thủ của Bangladesh bị phát hiện quá tuổi để tham gia giải[6].

## Ký hiệu
|  | Đội đi tiếp vào vòng chung kết. |
|  | Đội bị loại ở vòng loại.        |

## Bảng A
Tất cả các trận đấu diễn ra ở:Kuala Lumpur, Malaysia
| Đội         | Điểm    | Trận    | Thắng   | Hoà     | Thua    | Bàn Thắng | Bàn Thua | Hiệu số |
| ----------- | ------- | ------- | ------- | ------- | ------- | --------- | -------- | ------- |
| Uzbekistan  | 10      | 4       | 3       | 1       | 0       | 10        | 0        | +10     |
| Kuwait      | 9       | 4       | 3       | 0       | 1       | 8         | 3        | +5      |
| Ả Rập Xê Út | 7       | 4       | 2       | 1       | 1       | 3         | 1        | +2      |
| Afghanistan | 1       | 4       | 0       | 1       | 2       | 0         | 5        | -5      |
| Pakistan    | 1       | 4       | 0       | 1       | 3       | 0         | 6        | -6      |
| Sri Lanka   | Rút lui | Rút lui | Rút lui | Rút lui | Rút lui | Rút lui   | Rút lui  | Rút lui |

19 tháng 10 năm 2009
| Ả Rập Xê Út | 1-0 | Afghanistan |

| Uzbekistan | 3-0 | Pakistan |

21 tháng 10 năm 2009
| Uzbekistan | 3-0 | Kuwait |

| Pakistan | 0-2 | Ả Rập Xê Út |

23 tháng 10 năm 2009
| Pakistan | 0-1 | Kuwait |

| Afghanistan | 0-4 | Uzbekistan |

25 tháng 10 năm 2009
| Afghanistan | 1-1 | Pakistan |

| Kuwait | 1-0 | Ả Rập Xê Út |

27 tháng 10 năm 2009
| Ả Rập Xê Út | 0-0 | Uzbekistan |

| Afghanistan | 0-6 | Kuwait |

## Bảng B
Tất cả các trận đấu diễn ra ở:Kathmandu,Nepal
| Đội        | Điểm    | Trận    | Thắng   | Hoà     | Thua    | Bàn Thắng | Bàn Thua | Hiệu số |
| ---------- | ------- | ------- | ------- | ------- | ------- | --------- | -------- | ------- |
| Iran       | 10      | 4       | 3       | 1       | 0       | 9         | 0        | +9      |
| Tajikistan | 10      | 4       | 3       | 1       | 0       | 9         | 0        | +9      |
| Bahrain    | 6       | 4       | 2       | 0       | 2       | 7         | 5        | +2      |
| Liban      | 3       | 4       | 1       | 0       | 3       | 2         | 9        | -7      |
| Nepal      | 0       | 4       | 0       | 0       | 4       | 0         | 13       | -13     |
| Maldives   | Rút lui | Rút lui | Rút lui | Rút lui | Rút lui | Rút lui   | Rút lui  | Rút lui |

5 tháng 10 năm 2009
| Bahrain | 0-2 | Tajikistan |

| Liban | 1-0 | Nepal |

7 tháng 10 năm 2009
| Bahrain | 2-1 | Liban |

| Tajikistan | 0-0 | Iran |

9 tháng 10 năm 2009
| Tajikistan | 3-0 | Liban |

| Iran | 3-0 | Nepal |

11 tháng 10 năm 2009
| Nepal | 0-5 | Bahrain |

| Liban | 0-4 | Iran |

13 tháng 10 năm 2009
| Iran | 2-0 | Bahrain |

| Tajikistan | 4-0 | Nepal |

## Bảng C
Tất cả các trận đấu diễn ra ở:Sana'a,Yemen
| Đội       | Điểm | Trận | Thắng | Hoà | Thua | Bàn Thắng | Bàn Thua | Hiệu số |
| --------- | ---- | ---- | ----- | --- | ---- | --------- | -------- | ------- |
| Syria     | 15   | 5    | 5     | 0   | 0    | 23        | 0        | +23     |
| Iraq      | 12   | 5    | 4     | 0   | 1    | 15        | 3        | +12     |
| Yemen     | 9    | 5    | 3     | 0   | 2    | 12        | 3        | +9      |
| Qatar     | 6    | 5    | 2     | 0   | 3    | 6         | 8        | -2      |
| Palestine | 3    | 5    | 1     | 0   | 4    | 3         | 17       | -14     |
| Bhutan    | 0    | 5    | 0     | 0   | 5    | 2         | 30       | -28     |

8 tháng 10 năm 2009
| Syria | 10-0 | Bhutan |

| Yemen | 0-1 | Iraq |

| Qatar | 1-0 | Palestine |

10 tháng 10 năm 2009
| Yemen | 2-1 | Qatar |

| Palestine | 2-1 | Bhutan |

12 tháng 10 năm 2009
| Iraq | 0-1 | Syria |

14 tháng 10 năm 2009
| Iraq | 4-0 | Qatar |

| Syria | 9-0 | Palestine |

| Bhutan | 0-7 | Yemen |

16 tháng 10 năm 2009
| Palestine | 0-3 | Yemen |

| Bhutan | 1-7 | Iraq |

| Qatar | 0-2 | Syria |

18 tháng 10 năm 2009
| Syria | 1-0 | Yemen |

| Bhutan | 0-4 | Qatar |

| Iraq | 3-1 | Palestine |

## Bảng D
Tất cả các trận đấu diễn ra ở:Al Ain,UAE
| Đội          | Điểm | Trận | Thắng | Hoà | Thua | Bàn Thắng | Bàn Thua | Hiệu số |
| ------------ | ---- | ---- | ----- | --- | ---- | --------- | -------- | ------- |
| UAE          | 13   | 5    | 4     | 1   | 0    | 19        | 4        | +15     |
| Jordan       | 11   | 5    | 3     | 2   | 0    | 12        | 5        | +7      |
| Oman         | 10   | 5    | 3     | 1   | 1    | 8         | 3        | +5      |
| Kyrgyzstan   | 4    | 5    | 1     | 1   | 3    | 4         | 8        | -4      |
| Ấn Độ        | 4    | 5    | 1     | 1   | 3    | 6         | 15       | -9      |
| Turkmenistan | 0    | 5    | 0     | 0   | 5    | 4         | 18       | -14     |

3 tháng 10 năm 2009
| UAE | 3-0 | Kyrgyzstan |

| Ấn Độ | 1-6 | Jordan |

| Turkmenistan | 0-2 | Oman |

5 tháng 10 năm 2009
| Ấn Độ | 2-1 | Turkmenistan |

| Oman | 2-0 | Kyrgyzstan |

| Jordan | 0-0 | UAE |

8 tháng 10 năm 2009
| Jordan | 3-2 | Turkmenistan |

| UAE | 2-1 | Oman |

| Kyrgyzstan | 0-0 | Ấn Độ |

10 tháng 10 năm 2009
| Oman | 2-0 | Ấn Độ |

| Kyrgyzstan | 1-2 | Jordan |

| Turkmenistan | 0-8 | UAE |

13 tháng 10 năm 2009
| UAE | 6-3 | Ấn Độ |

| Kyrgyzstan | 3-1 | Turkmenistan |

| Jordan | 1-1 | Oman |

## Bảng E
Tất cả các trận đấu diễn ra ở:Bacolod,Philippines
| Đội         | Điểm    | Trận    | Thắng   | Hoà     | Thua    | Bàn Thắng | Bàn Thua | Hiệu số |
| ----------- | ------- | ------- | ------- | ------- | ------- | --------- | -------- | ------- |
| Nhật Bản    | 12      | 4       | 4       | 0       | 0       | 26        | 0        | +26     |
| Indonesia   | 7       | 4       | 2       | 1       | 1       | 10        | 3        | +7      |
| Đài Loan    | 6       | 4       | 2       | 0       | 2       | 6         | 8        | -2      |
| Bangladesh  | 4       | 4       | 1       | 1       | 2       | 2         | 8        | -6      |
| Philippines | 0       | 4       | 0       | 0       | 4       | 1         | 26       | -25     |
| Mông Cổ     | Rút lui | Rút lui | Rút lui | Rút lui | Rút lui | Rút lui   | Rút lui  | Rút lui |

3 tháng 10 năm 2009
| Nhật Bản | 12-0 | Philippines |

| Indonesia | 0-0 | Bangladesh |

5 tháng 10 năm 2009
| Đài Loan | 4-1 | Philippines |

| Bangladesh | 0-6 | Nhật Bản |

7 tháng 10 năm 2009
| Nhật Bản | 5-0 | Đài Loan |

| Philippines | 0-9 | Indonesia |

9 tháng 10 năm 2009
| Đài Loan | 0-1 | Indonesia |

| Philippines | 0-1 | Bangladesh |

11 tháng 10 năm 2009
| Nhật Bản | 3-0 | Indonesia |

| Bangladesh | 1-2 | Đài Loan |

## Bảng F
Tất cả các trận đấu diễn ra ở:Hà Bắc,Trung Quốc
| Đội        | Điểm | Trận | Thắng | Hoà | Thua | Bàn Thắng | Bàn Thua | Hiệu số |
| ---------- | ---- | ---- | ----- | --- | ---- | --------- | -------- | ------- |
| Trung Quốc | 13   | 5    | 4     | 1   | 0    | 29        | 0        | +29     |
| Đông Timor | 13   | 5    | 4     | 1   | 0    | 22        | 0        | +22     |
| Hồng Kông  | 7    | 5    | 2     | 1   | 2    | 16        | 13       | +3      |
| Singapore  | 7    | 5    | 2     | 1   | 2    | 8         | 12       | -4      |
| Guam       | 3    | 5    | 1     | 0   | 4    | 9         | 11       | -2      |
| Ma Cao     | 0    | 5    | 0     | 0   | 5    | 1         | 49       | -48     |

21 tháng 9 năm 2009
| Trung Quốc | 0-0 | Đông Timor |

| Singapore | 4-0 | Ma Cao |

| Guam | 2-3 | Hồng Kông |

23 tháng 9 năm 2009
| Singapore | 3-1 | Guam |

| Hồng Kông | 0-3 | Đông Timor |

| Ma Cao | 0-14 | Trung Quốc |

26 tháng 9 năm 2009
| Ma Cao | 0-6 | Guam |

| Trung Quốc | 6-0 | Hồng Kông |

| Đông Timor | 3-0 | Singapore |

28 tháng 9 năm 2009
| Hồng Kông | 1-1 | Singapore |

| Đông Timor | 13-0 | Ma Cao |

| Guam | 0-2 | Trung Quốc |

1 tháng 10 năm 2009
| Trung Quốc | 7-0 | Singapore |

| Đông Timor | 3-0 | Guam |

| Ma Cao | 1-12 | Hồng Kông |

## Bảng G
Tất cả các trận đấu diễn ra ở:Băng Cốc,Thái Lan
| Đội            | Điểm | Trận | Thắng | Hoà | Thua | Bàn Thắng | Bàn Thua | Hiệu số |
| -------------- | ---- | ---- | ----- | --- | ---- | --------- | -------- | ------- |
| Bắc Triều Tiên | 13   | 5    | 4     | 1   | 0    | 15        | 4        | +11     |
| Việt Nam*      | 8    | 5    | 2     | 2   | 1    | 12        | 6        | +6      |
| Thái Lan*      | 8    | 5    | 2     | 2   | 1    | 13        | 4        | +9      |
| Hàn Quốc       | 6    | 5    | 1     | 3   | 1    | 17        | 7        | +10     |
| Myanmar        | 5    | 5    | 1     | 2   | 2    | 4         | 8        | -4      |
| Campuchia      | 0    | 5    | 0     | 0   | 5    | 2         | 34       | -32     |

- Việt Nam xếp trên Thái Lan nhờ thắng trong đối đầu trực tiếp

9 tháng 10 năm 2009
| Hàn Quốc | 0-0 | Myanmar |

| Thái Lan | 8-0 | Campuchia |

| Việt Nam | 1-2 | Bắc Triều Tiên |

11 tháng 10 năm 2009
| Thái Lan | 0-1 | Việt Nam |

| Bắc Triều Tiên | 5-1 | Myanmar |

| Campuchia | 0-11 | Hàn Quốc |

14 tháng 10 năm 2009
| Campuchia | 1-7 | Việt Nam |

| Hàn Quốc | 1-2 | Bắc Triều Tiên |

| Myanma | 0-2 | Thái Lan |

16 tháng 10 năm 2009
| Bắc Triều Tiên | 1-1 | Thái Lan |

| Myanma | 3-1 | Campuchia |

| Việt Nam | 3-3 | Hàn Quốc |

19 tháng 10 năm 2009
| Hàn Quốc | 2-2 | Thái Lan |

| Myanma | 0-0 | Việt Nam |

| Campuchia | 0-5 | Bắc Triều Tiên |

## Bảng H
Tất cả các trận đấu diễn ra ở:Canberra,Úc
| Đội      | Điểm | Trận | Thắng | Hoà | Thua | Bàn Thắng | Bàn Thua | Hiệu số |
| -------- | ---- | ---- | ----- | --- | ---- | --------- | -------- | ------- |
| Úc       | 10   | 4    | 3     | 1   | 0    | 15        | 1        | +14     |
| Lào      | 4    | 4    | 1     | 1   | 2    | 10        | 17       | -7      |
| Malaysia | 2    | 4    | 0     | 2   | 2    | 5         | 12       | -7      |

6 tháng 10 năm 2009
| Úc | 7-0 | Lào |

8 tháng 10 năm 2009
| Malaysia | 0-6 | Lào |

10 tháng 10 năm 2009
| Úc | 2-2 | Malaysia |

12 tháng 10 năm 2009
| Lào | 0-6 | Úc |

14 tháng 10 năm 2009
| Lào | 4-4 | Malaysia |

16 tháng 10 năm 2009
| Malaysia | 1-2 | Úc |

## Đội xếp thứ ba tốt nhất
- Đội xếp thứ ba tốt nhất trong 7 đội xếp thứ 3 trong các bảng từ A-G sẽ được tham gia vòng chung kết.
- Do sự rút lui của một số đội bóng nên các bảng từ A-G có bảng 5 đội, có bảng 6 đội cho nên khi so sánh đối với các đội trong bảng có 6 đội thì bỏ qua kết quả thi đấu của đội đang so sánh với đội đứng thứ sáu trong cùng bảng.

| Bảng | Đội         | Trận | Thắng | Hoà | Thua | Bàn thắng | Bàn thua | Hiệu số | Điểm |
| ---- | ----------- | ---- | ----- | --- | ---- | --------- | -------- | ------- | ---- |
| D    | Oman        | 4    | 2     | 1   | 1    | 6         | 3        | +3      | 7    |
| A    | Ả Rập Xê Út | 4    | 2     | 1   | 1    | 3         | 1        | +2      | 7    |
| B    | Bahrain     | 4    | 2     | 0   | 2    | 7         | 5        | +2      | 6    |
| C    | Yemen       | 4    | 2     | 0   | 2    | 5         | 3        | +2      | 6    |
| E    | Đài Loan    | 4    | 2     | 0   | 2    | 6         | 8        | -2      | 6    |
| G    | Thái Lan    | 4    | 1     | 2   | 1    | 5         | 4        | +1      | 5    |
| F    | Hồng Kông   | 4    | 1     | 1   | 2    | 4         | 12       | -8      | 4    |

## Các đội tham gia vòng chung kết
| - Bắc Triều Tiên - Đông Timor - Indonesia - Iraq | - Iran - Jordan - Kuwait - Nhật Bản | - Oman - Syria - Tajikistan - Trung Quốc | - UAE - Uzbekistan - Úc - Việt Nam |